# 陳明仁
陳 明仁（ちん めいじん、繁体字: 陳明仁; 簡体字: 陈明仁; 拼音: Chén Míngrén; ウェード式: Chen Ming-jen、1903年4月7日 - 1974年5月21日）は、中国の軍人・政治家。国民革命軍に属し、北伐、反蔣戦争、日中戦争などで前線指揮官を務める。国共内戦の終盤に程潜と共に長沙起義（反国民党蜂起）を行った。字は子良。

## 事跡

### 黄埔軍官学校卒業後の台頭
最初は長沙兌澤中学を卒業し、小学教師となった。しかし軍人となっていた友人たちの影響を受け、陳明仁自身も軍人を志すようになる。1924年（民国13年）、同郷の先輩で広州大本営陸軍講武学校教育長を務めていた李明灝の推薦を得て、同校第1期第4隊で学習する。その後、黄埔軍官学校に転入し、第1期第6隊に配属された。
1925年（民国14年）初めに陳明仁は黄埔軍官学校を卒業し、国民革命軍に配属される。その後、東征（陳炯明討伐）や北伐、蔣桂戦争などに従軍して勇戦や軍功を評価され昇進していき、1930年（民国19年）には陸軍第10師第28旅少将旅長にまで昇進した。その翌年には第3独立旅旅長となり、同年7月の石友三討伐でも軍功をあげて1932年（民国21年）には第80師副師長兼歩兵第238旅旅長となっている。
同年、陳明仁は中国共産党（紅軍）第4次掃討に参加したが、反撃を受けて率いる部隊は壊滅状態に陥った。翌年の福建事変鎮圧では軍功をあげ、江西省へ移って第5次掃討に参加している。1934年（民国23年）5月、第80師中将師長に昇進したが、同年夏にまたしても紅軍に敗北を喫し、指揮権剥奪の憂き目に遭った。その後、陳は廬山軍官訓練団に加わり、第1大隊副兼中隊長となる。まもなく、いったん江西省に戻って軍務に復帰したが、1935年（民国24年）春には陸軍大学に第13期生として入学し、9月には軍事参議院参議に移った。

### 日中戦争での活動
1938年（民国27年）春、陳明仁は陸軍大学を卒業し、軍政部部附兼第6補訓処処長に任ぜられた。同年6月には予備第2師師長に任ぜられ新兵の練成に従事する。陳はこの予備第2師を率いて武漢会戦に参戦、軍功をあげている。これにより予備第2師は第8軍に拡充されたが、新たに四川から補充された部隊が予備第2師となり、陳は引き続きこの新兵を練成する任を請け負った。1939年（民国28年）3月、陳は部隊を率いて湖南に駐屯する。翌年春には桂南会戦に参戦し、ここで日本軍相手に善戦して蔣介石から信任を得ることになった。
1940年（民国29年）、陳明仁は軍を率いて四川省に移り、国民政府中央に不服従であった四川軍（川軍）指揮官周成虎の防区を巧みに接収、陳は川南清郷司令官に任ぜられた。1941年（民国30年）冬、昆明へ移り、道路工事などを担当している。その後、第11集団軍第71軍副軍長に移り、翌年冬に第71軍は中国遠征軍に組み込まれ保山に駐屯した。1944年（民国33年）5月から、第71軍は竜陵方面へ軍を展開し、陳も同軍所属の第87師を指揮して日本軍と激しく戦っている。戦闘最中の翌1945年（民国34年）1月に、陳は第71軍軍長代理に昇進、最終的に雲南方面での中国軍勝利に貢献した。同年6月、正式に第71軍軍長に昇進している。

### 国共内戦での失脚、長沙起義
1946年（民国35年）1月、陳明仁は東北方面へ部隊を率いて移り、東北第5綏靖区司令官に任ぜられた。翌1947年（民国36年）4月より、長春・瀋陽方面で東北民主聯軍（後の東北人民解放軍）と交戦するも、弟の陳明信を捕虜とされるなど各地で苦戦に陥る。それでも陳明仁は、四平戦役における林彪を相手にしての粘り強い防戦ぶりなど全軍の中では勇戦が目立った。同年5月、陳は蔣介石から青天白日勲章を授与され、さらに第7兵団司令官に昇進した。
ところが、四平戦役の際に陳明仁がアメリカからの支援食糧入りの袋を使用し、急場しのぎに塹壕や陣地を築いていたことが問題となる。これを前線視察の際に発見したアメリカ軍事顧問は陳誠に抗議した。さらに遼北省政府主席劉翰東からも陳明仁は糧食の略奪行為を行ったと誣告されたのであった。こうして陳明仁は同年中に解任され、南京へ呼び戻されて総統府中将参軍の閑職に回された。この人事は前線の将兵の士気を阻喪させ、さらに陳明仁は蔣介石への恨みを募らせることになる。
その後しばらくは閑職に甘んじていたが、1948年（民国37年）10月、華中剿匪副総司令（総司令：白崇禧）に任ぜられ、陳明仁はようやく前線に復帰することになった。しかしこの頃までには、すでに陳は蔣介石や国民政府を見限っており、湖南省政府主席程潜らと連携して起義（反中国国民党蜂起）を企むようになる。その後、1949年（民国38年）5月には程に代わって陳が湖南省政府主席に任ぜられたが、陳はそのまま起義計画を進め、ついに8月4日に程らと共に起義を宣言した（長沙起義）。

### 中華人民共和国での活動
陳明仁は中国共産党から直ちに湖南省臨時政府主席兼湖南軍政委員会委員に任命され、さらに中国人民解放軍湖南軍区副司令員なども兼ねた。同年9月、陳は北京に赴いて中国人民政治協商会議全国委員会第1回会議に出席し、毛沢東・周恩来・朱徳とも対面している。10月、それまで率いていた部隊は中国人民解放軍第21兵団に再編され、陳が引き続き兵団司令に任ぜられた。
1950年末から、陳明仁率いる第21兵団は広西チワン族自治区で国民党残党勢力の掃討に従事し、5か月で任務を完了している。1952年春、第21兵団は水利工程隊司令部に改組され（陳がそのまま司令に留任）、荊江での治水事業を推進した。同年10月、さらに部隊は改組・合併されて第55軍となり、引き続き陳が軍長を務め、湛江などで治水の任務に就いた。1955年9月、中国人民解放軍陸軍上将銜と一級解放勲章を授与されている。そのほか、第1期から第3期まで全国人民代表大会代表、第3期・第4期の政治協商会議常務委員、第1期から第3期の国防委員会委員にも任ぜられた。
1972年から、陳明仁は癌を患い、1974年5月21日に北京市で病没した。享年72（満71歳）。